# Муаллаки
Муаллаки (араб. المعلقات) — сім касид арабською мовою, написаних в доісламську епоху (VI століття).
Зібрав ці касиди в збірник «Раві» (оповідач, декламатор) Хамід в середині VIII століття.
Назва «Муаллакат» означає «підвішені оди» або «висячі вірші». За легендою, ці поеми, в знак їх визнання, писали золотом на шовку і вивішували біля Кааби. Назва «підвішені» можна розуміти образно, ніби ці вірші «парять» в розумі читача.
Разом зі збіркою «Аль-Муфаддаліят» аль-Муфаддала, «Джамахарт Аш'арі ал-'араб» Абу Зайда Мухаммада бін Абі-л-Хаттаба Ал-Кураши і антологією «Аль-Асма'ійят» аль-Асмаї, «Муаллакат» вважається одним з основних джерел ранньої арабської поезії.